# 丸井圭治郎
丸井圭治郎（1870年—1934年），日本人文學者，專長為宗教研究。他最大的貢獻是對於台灣宗教的調查與研究，例如以實用為主的童乩研究，至今仍是相關研究的最佳史料。
畢業自日本駒澤大學的丸井圭治郎於1912年前往台灣後，就持續從事當地宗教研究。至1925年離台返日從事教職前，他先後擔任臺灣總督府編修官及內務局社寺課課長；任內重要事蹟即從事台灣各地宗教調查，並將成果公佈於《臺灣宗教調查報告書》。該報告書為台灣官方第一份全面性的宗教調查，頗具權威與實用性，也是至今研究台灣宗教或宗教史不可或缺的珍貴史料。
信仰為佛教的丸井圭治郎也與臺籍人士江善慧師、沈本圓師、陳火、黃監等人於1921年創立南瀛佛教會。是該會的創教元老。

## 外部連結
- 日本国立国会図書館 內 台湾宗教調査報告書. 第1巻 全文資料（页面存档备份，存于）